# كل آير

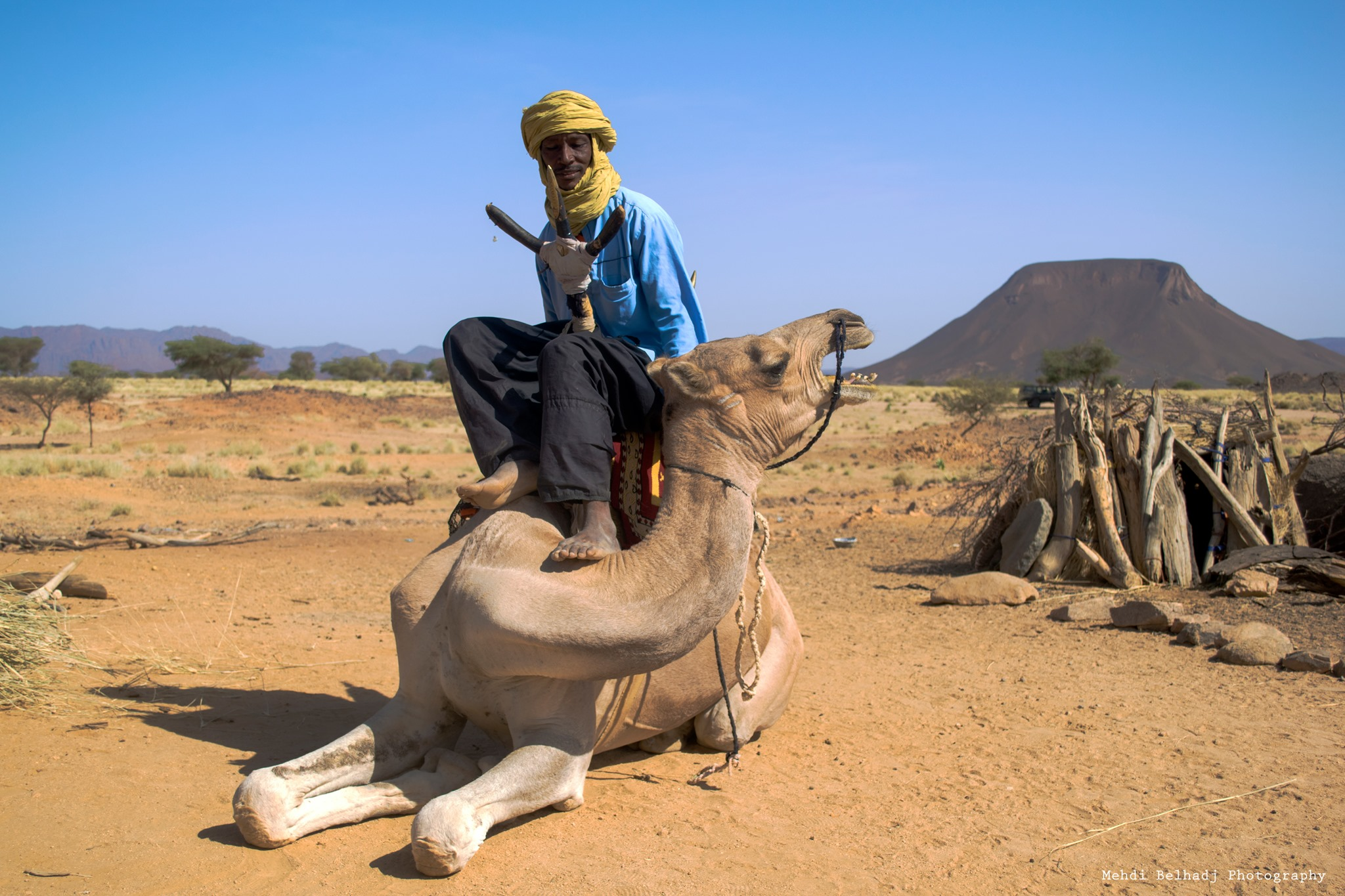

كَلْ آيَر سلطنة الطوارق شبه الرحل، التي تحكم منطقة تمثل مركز جبال آير في ما يسمى اليوم النيجر. تأسيس السلطنة كان تقريبا في القرن الحادي عشر.

## تاريخ
كان كل آير من أوائل مجموعات الطوارق التي وصلت جبال آير. أزاحو الهوسا الذين عرفوا فيما بعد بتأسيسهم دولة جوبير والدول الأخرى في الجنوب. حكم كل آير السكان المستقرين في مراكز التجارة والزراعة في أسودي، وأغاديس، وإين غال، وتيميا، وإيفروين. إمبراطورية سونغاي استولت على أغاديس، وإين غال، والمدن المركزية في الجنوب والغرب عام 1500 م، ولكنها خسرت السيطرة عليها قبل نهاية القرن. إلى جانب سلطنات كل قرس، وتيسن، وإيسندالن، فإن كل آير حكموا المنطقة وساهموا في تأسيس السلطنة في أغاديس. في عام 1740 م دمر كل أواي بلدة أسودي، ونهبوا أغاديس، وسيطروا على سلطنة أغاديس، وشتتوا كل آير نحو الجنوب والغرب. بات كل آير تحت السيادة المباشرة لسلطان كل أواي. بين عامي 1850 م و 1890 م وقع كل أواي والمنطقة المركزية في آير مجددا تحت سيطرة كل آير، وبذلك احتفظ كل آير بالسيطرة على أغاديس.

## التعداد
اعتبار من عام 1980 م؛ بينت التقديرات السكانية لكل آير أن تعدادهم يتراوح بين 55000 و22000،  ويرجع ذلك جزئيا لمسألة تحديد أي القبائل تنضوي تحت كل آير، وما إذا كان العبيد (إيكلان) التابعين للطوارق حتى الاستقلال مشمولين أم لا في التعداد.

## أهم قبائل السلطنة
- كل أواي.
- إيكزكزن.
- كل تدّلي.
- إيفوغاس.
- إهقارن.
- كل أغاروس.
- كل إفداي.
- أخيرخيرن.
- إمزوراك.
- كل فروان.
- إفرتين.
- إقدالن.

## راجع أيضا
- Samuel Decalo. Historical Dictionary of Niger. Scarecrow Press, London and New Jersey (1979). ISBN 0-8108-1229-0
- Jolijn Geels. Niger. Bradt London and Globe Pequot New York (2006). ISBN 1-84162-152-8.
- Karl G. Prasse. The Tuaregs: The Blue People. Copenhagen: Museum Tusculanum Press, 1995. ISBN 978-87-7289-313-6.